# Nyctophila maculicollis
Nyctophila maculicollis là một loài bọ cánh cứng trong họ Đom đóm (Lampyridae). Loài này được Fairmaire miêu tả khoa học năm 1866.